# Lucien Bernier
Cet article concerne l'homme politique français du XXe siècle. Pour le militaire et Compagnon de la Libération français, voir Lucien Bernier (militaire).
Pour les articles homonymes, voir Bernier.
Lucien Bernier, né le 27 mai 1914 à Saint-François, en Guadeloupe, et mort le 5 avril 1989 dans la même commune, est un homme politique français.

## Biographie
Après des études de Droit en France hexagonale, Lucien Bernier s'installe comme avocat en Guadeloupe. Il est d'abord membre du Parti radical avant de rejoindre la SFIO. Le 7 octobre 1945, il est élu conseiller général de Pointe-à-Pitre. En 1947, il est élu maire de Saint-François, puis en 1949, il est élu conseiller général de la même ville. Comme conseiller général, il siège au sein du groupe socialiste et en octobre 1953, il est élu Conseiller de l'Union française par ses collègues du Conseil général.
Lors des élections sénatoriales de 1958, il est élu avec une voix d'avance face au sortant, Maurice Satineau, sur une liste de la « Gauche guadeloupéenne ». au sein de la haute assemblée, il siège au sein du Groupe socialiste.

## Détail des fonctions et des mandats
Mandats parlementaires
- 8 juin 1958 - 26 avril 1959 : Sénateur de la Guadeloupe
- 26 avril 1959 - 1er octobre 1968 : Sénateur de la Guadeloupe